# 꼭두방재

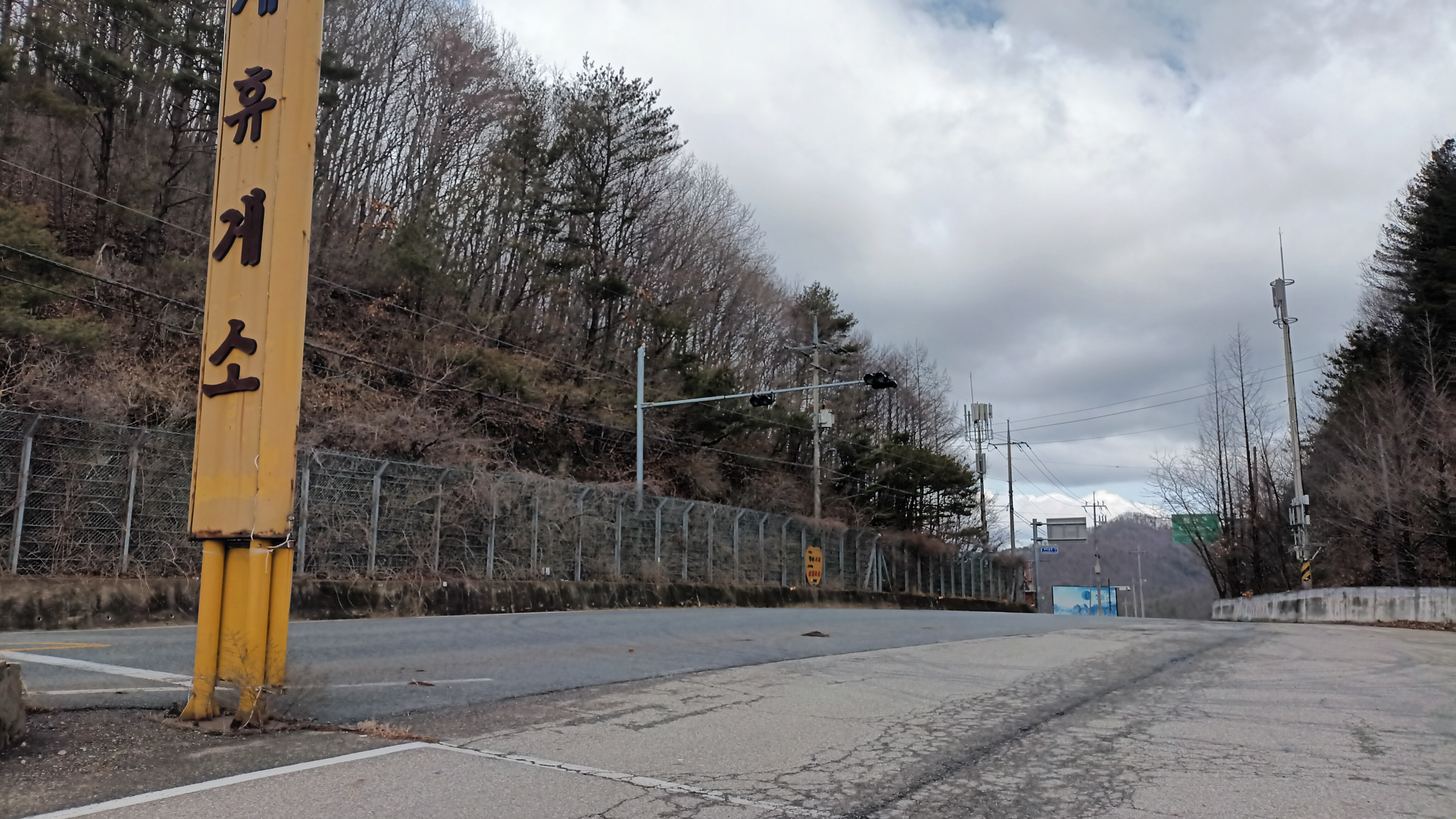
국도 제31호선 꼭두방재 정상, 청송군 현동면/포항시 죽장면

꼭두방재(Kkokdubangjae)은 대한민국의 경상북도 포항시 죽장면과 청송군 현동면의 경계에 위치한 고개이다. 국도 제31호선이 지나가며, 고개 정상에 꼭두방재 휴게소가 있으나 현재 폐지되었다.